# Arquidiócesis de Rossano-Cariati
La arquidiócesis de Rossano-Cariati (en latín: Archidioecesis Rossanensis-Cariatensis y en italiano: Arcidiocesi di Rossano-Cariati) es una circunscripción eclesiástica de la Iglesia católica en Italia. Se trata de una arquidiócesis latina, sufragánea de la arquidiócesis de Cosenza-Bisignano. Desde el 20 de marzo de 2021 su arzobispo es Maurizio Aloise.

## Territorio y organización

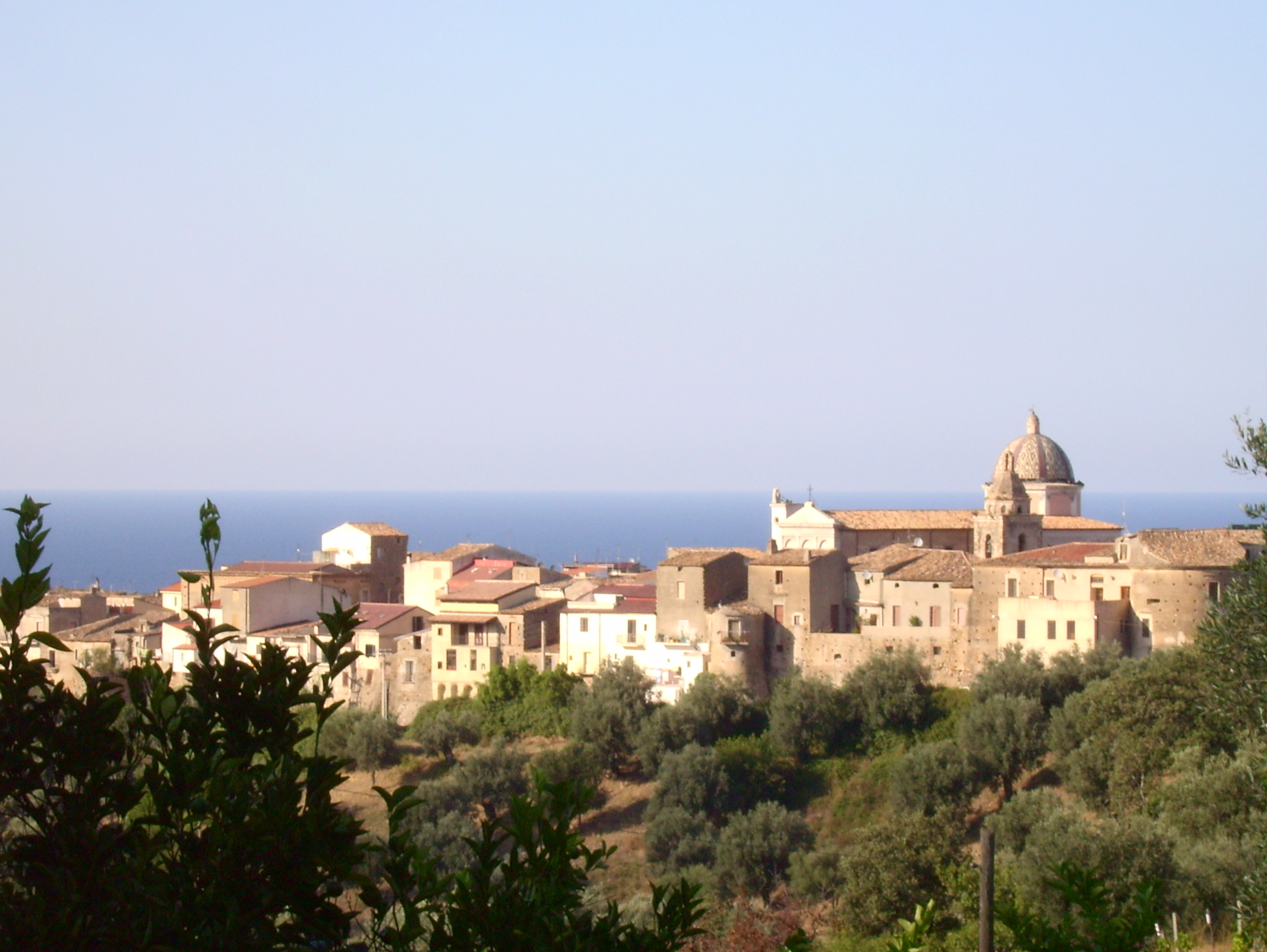
Concatedral de San Miguel Arcángel, en Cariati

La arquidiócesis tiene 1415 km² y extiende su jurisdicción sobre los fieles católicos de rito latino residentes en parte de la región de Calabria, comprendiendo 18 comunas de la provincia de Cosenza: Bocchigliero, Calopezzati, Caloveto, Campana, Cariati, Corigliano-Rossano, Cropalati, Crosia, Longobucco, Mandatoriccio, Paludi, Pietrapaola, San Lorenzo del Vallo, Scala Coeli, Spezzano Albanese, Tarsia, Terranova da Sibari y Terravecchia.

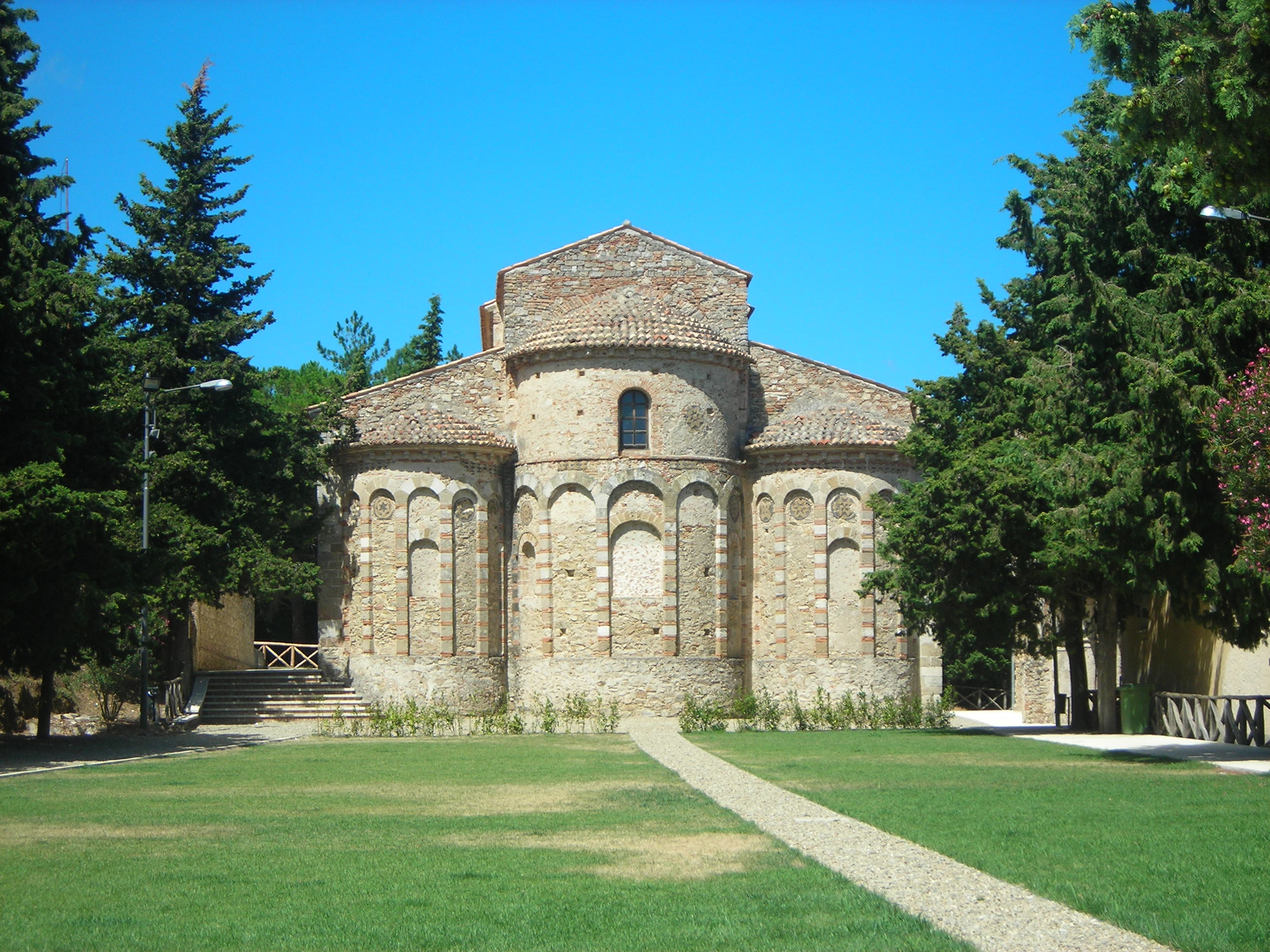
Abadía de Santa María del Patire

La sede de la arquidiócesis se encuentra en la ciudad de Rossano, en la comuna de Corigliano-Rossano (creada el 31 de marzo de 2018 por fusión de las comunas de Corigliano Calabro y Rossano), en donde se halla la Catedral de Santa María Achiropita. En Cariati se halla la Concatedral de San Miguel Arcángel.
En 2022 en la arquidiócesis existían 56 parroquias agrupadas en 5 vicarías: Cariati, Corigliano, Longobucco, Rossano y Spezzano.

## Historia
La arquidiócesis actual nació en 1986 de la unión de dos antiguas sedes episcopales: la arquidiócesis de Rossano, documentada a partir del siglo X y la diócesis de Cariati, erigida en 1437.

### Rossano
La historiografía tradicional informa que, huyendo de su ciudad en ruinas, los obispos de Thurio se refugiaron en el centro fortificado de Rossano. El momento en que se produjo esta traslación es incierto. Según Duchesne, los obispos de Thurio se trasladaron a Rossano cuando su ciudad fue devastada por la invasión lombarda del norte de Calabria. Recientes excavaciones arqueológicas en el sitio de la Catedral de Rossano destacan la primera construcción de la catedral entre finales del siglo VI y principios del siglo VII.
La diócesis está documentada por primera vez en la Notitia Episcopatuum escrita por el emperador bizantino León VI (886-912) y que data de principios del siglo X, donde aparece entre las sufragáneas de la arquidiócesis de Regio. Como todas las diócesis italianas bajo dominio bizantino, Rossano no dependía de Roma, sino que formaba parte del patriarcado de Constantinopla y el rito dominante era el griego.
La cronología de los primeros obispos es incierta; tradicionalmente se han atribuido obispos a Rossano que en realidad, por cierta homonimia o por una mala lectura de los manuscritos, pertenecían a otras diócesis. «Pero, frente a listas episcopales embrionarias, aunque incompletas y contradictorias, construidas por historiadores locales y regionales, » sólo a partir del siglo X se puede componer una cronología segura, a partir de la vida de san Nilo, donde se dice que, una vez muerto el arzobispo de Rossano, el santo monje fue elegido por sus conciudadanos para sucederlo, pero sin conseguir su objetivo. La misma biografía se refiere a la elevación de la sede de Rossano a arquidiócesis (no metropolitana), que probablemente se produjo cuando la ciudad asumió un papel eminente en el dominio bizantino del sur de Italia; el título arzobispal todavía está documentado en un diploma griego de 1091, y en varios diplomas latinos del siglo XII.
Si bien persisten dudas sobre los nombres transmitidos por la tradición, los primeros nombres atribuidos con certeza a Rossano son los de los obispos Giovanni y Nicéforo, atestiguados por sus sellos episcopales , fechados entre los siglos IX y X. Por supuesto, también está el arzobispo rossonés Teotisto, mencionado en un código vaticano, y atribuible a mediados del siglo XI, al que sucedieron dos monjes basilianos, Pentatene y Romano, que vivieron en la época en que Calabria Fue conquistada por los normandos. Los nuevos señores intentaron imponer el rito latino , pero su proyecto no llegó a buen puerto debido a la fuerte oposición del clero y del pueblo; a finales de siglo se fundó la abadía de Santa María del Patire , que fue un importante centro de difusión de la cultura y la liturgia griega, junto con otros monasterios griegos que salpicaban el territorio diocesano. Otros dos monjes se convirtieron en arzobispos de Rossano en el siglo XII, Nicola Malena y Teofane Cerameo.
A partir del siglo XIV se empezaron a introducir en la diócesis algunos elementos nuevos y una ruptura con la tradición anterior. En 1373, por primera vez, un papa, Gregorio XI en esta ocasión por primera vez se eligió un obispo que no era originario de la diócesis, sino procedente de Gravina, y por primera vez el obispo era de rito latino. En 1437 Rossano cedió una parte de su territorio para la erección de la diócesis de Cariati. En 1460 fue nombrado arzobispo Matteo de Saraceni, quien al año siguiente abolió el rito griego en la catedral y en toda la diócesis. Con Nicola Ippoliti (1481-1493) la diócesis fue confiada a obispos comendadores, que de hecho casi nunca residieron en la diócesis, situación que se prolongó hasta el nombramiento de Lancillotto Lancillotti en 1573, con quien comenzó la serie de obispos "tridentinos", listo para implementar las decisiones reformistas del concilio.
En el siglo XVII la arquidiócesis reconoció la figura y obra de san Nilo, cuyo recuerdo nunca se había apagado, con la proclamación del santo patrón de la ciudad de Rossano (1618), la construcción de una parroquia dedicada a él (1620), la erección de un altar en su honor en la catedral (1664) y reconocimiento del oficio litúrgico propio de san Nilo (1677).
A raíz del concordato entre la Santa Sede y el Reino de las Dos Sicilias en 1818, Rossano se mantuvo como sede arzobispal sin sufragáneas; posteriormente, en los Anuarios Pontificios, aparece como sujeta inmediata a la Santa Sede.
El 20 de octubre de 1860 el arzobispo de Rossano Pietro Cilento fue encarcelado por haber invitado al clero y al pueblo de la arquidiócesis a votar, mediante un telegrama, no al plebiscito de anexión al Reino de Cerdeña; fue puesto en libertad el 16 de diciembre de 1860, pero no regresó a Rossano hasta 1867.
El 13 de febrero de 1919 las parroquias de las comunas de San Demetrio Corone, San Giorgio Albanese, Vaccarizzo Albanese y Macchia fueron cedidas para la erección de la eparquía de Lungro mediante la bula Catholici fideles del papa Benedicto XV.

### Cariati
El título de Cariati aparece ya en el siglo XIV, cuando el obispo Nicola de Cerenzia, elegido en 1342, se autodenominó obispo de Cerenzia y Cariati. En realidad la diócesis de Cariati fue erigida formalmente por el papa Eugenio IV el 27 de noviembre de 1437, a petición de la princesa Covella Ruffo, señor feudal de la ciudad. La diócesis, que incluía Cariati y las localidades de Terravecchia, Scala y San Morello, alejadas de la jurisdicción de la diócesis de Rossano, fue unida aeque principaliter a la diócesis de Cerenzia y nombrada sufragánea de la arquidiócesis de Santa Severina.
Debido a la degradación de Cerenzia y a la decadencia de su palacio episcopal, cuando, tras el Concilio de Trento, los obispos tenían la obligación de residencia, los de Cariati y Cerenzia prefirieron la nueva sede. Pesavento comenta: «Los obispos preferirán la ciudad junto al mar, aunque expuesta al peligro turco, antes que un lugar aislado y palúdico». De hecho Cariati fue saqueada varias veces por los turcos; particularmente en 1544 y 1557, cuando varios centenares de cristianos fueron esclavizados, entre ellos el obispo Giovanni Canuti (o Carnuti), que murió en Argel. En estas ocasiones fueron destruidas la catedral, el palacio episcopal y numerosos documentos de archivo.
Entre los obispos de Cariati y Cerenzia cabe mencionar a Giovanni Sersale (1506), quien en 1512 presidió uno de los procesos para la canonización de san Francisco de Paula; Alessandro Crivelli (1561-1568), que fue nuncio apostólico en España y más tarde cardenal; Juan Canuti, que fue secuestrado por el corsario Khayr al-Din Barbarroja en 1544 y, esclavizado, murió en Argel al año siguiente; Properzio Resta (1586-1601), quien en 1594 convocó un sínodo para la implementación de las decisiones del Concilio de Trento; Maurizio Ricci (1619-1627), que fundó el seminario diocesano de Verzino, trasladado a Cariati por su sucesor Francesco Gonzaga (1633-1657), que restauró la catedral y reconstruyó el palacio episcopal; Giovanni Andrea Tria (1720-1726), que celebró un segundo sínodo diocesano en 1726.
El 27 de junio de 1818, mediante la bula De utiliori del papa Pío VII, las diócesis de Cerenzia, Strongoli y de Umbriático fueron suprimidas y su territorio fue incorporado al de la diócesis de Cariati, que quedó como única sufragánea de Santa Severina. Con estas anexiones, Cariati «se convirtió en una de las diócesis más grandes de Calabria, incluyendo veinte ciudades: Cariati, Cerenzia, Strongoli, Umbríatico, Terravecchia, Scala Coeli, San Morello, Crucoli, Cremissa (Cirò), Verzino, Savelli, Casino, Caccuri, San Nicola dell'Alto, Pallagorio, Carfizzi, Casabona, Zinga, Melissa, Belvedere Spinello».
Correspondió al obispo Gelasio Serao (1819-1839) organizar la nueva diócesis desde el punto de vista administrativo y pastoral; para esta tarea utilizó el instrumento de los sínodos, que celebró en 1823, 1827 y 1837. Su sucesor Nicolás Golia (1839-1873) construyó la nueva catedral que dedicó solemnemente el 25 de octubre de 1857. Entre los obispos del siglo XX, destacan Giovanni Scotti (1911-1918), «un obispo culto y fuertemente comprometido con las cuestiones sociales», y Eugenio Raffaele Faggiano (1936-1956), para quien se inició el proceso de información en 1987 para su beatificación.
El 6 de enero de 1952, con la bula Romanis Pontificibus del papa Pío XII, se abolió la provincia eclesiástica de Santa Severina; Cariati quedó sujeta a la sede metropolitana de Regio de Calabria.
El 21 de diciembre de 1973, con el nombramiento de Giuseppe Agostino, Cariati se unió in persona episcopi a la diócesis de Crotona y a la arquidiócesis de Santa Severina.

### Sedes unidas
El 4 de abril de 1979, mediante la bula Quo aptius del papa Juan Pablo II, la diócesis de Cariati se unió aeque principaliter a la arquidiócesis de Rossano; así terminó la anterior unión in persona episcopi. Con la misma bula, Cariati cedió a la diócesis de Crotona el territorio de las comunas de la provincia de Catanzaro, incluidas las antiguas ciudades episcopales de Cerenzia, Umbríatico y Strongoli. En la diócesis de Cariati sólo permanecieron las comunas de la provincia de Cosenza, a saber, Cariati, Terravecchia y Scala Coeli, con la aldea de San Morello.
El 30 de septiembre de 1986, mediante el decreto Instantibus votis de la Congregación para los Obispos, las dos sedes de Rossano y Cariati se unieron con la fórmula plena unione y el distrito eclesiástico tomó su nombre actual, convirtiéndose en sufragánea de la arquidiócesis de Regio de Calabria-Bova, pero manteniendo el título de arzobispado.
El 30 de enero de 2001 la diócesis pasó a formar parte de la provincia eclesiástica de Cosenza-Bisignano.

## Estadísticas
Según el Anuario Pontificio 2023 la arquidiócesis tenía a fines de 2022 un total de 118 302 fieles bautizados.
| Año                                                                             | Población            | Población | Población      | Sacerdotes | Sacerdotes    | Sacerdotes    | Bautizados por sacerdote | Diáconos permanentes | Religiosos | Religiosos | Parroquias |
| Año                                                                             | Bautizados católicos | Total     | % de católicos | Total      | Clero secular | Clero regular | Bautizados por sacerdote | Diáconos permanentes | Varones    | Mujeres    | Parroquias |
| ------------------------------------------------------------------------------- | -------------------- | --------- | -------------- | ---------- | ------------- | ------------- | ------------------------ | -------------------- | ---------- | ---------- | ---------- |
| Arquidiócesis de Rossano                                                        |                      |           |                |            |               |               |                          |                      |            |            |            |
| 1950                                                                            | 80 000               | 80 000    | 100.0          | 53         | 49            | 4             | 1509                     |                      | 6          | 60         | 34         |
| 1969                                                                            | 120 600              | 120 800   | 99.8           | 70         | 51            | 19            | 1722                     |                      | 21         | 92         | 42         |
| Diócesis de Cariati                                                             |                      |           |                |            |               |               |                          |                      |            |            |            |
| 1950                                                                            | 60 000               | 60 000    | 100.0          | 33         | 33            | -             | 1818                     |                      | -          | 39         | 30         |
| 1959                                                                            | 63 164               | 63 344    | 99.7           | 37         | 28            | 9             | 1707                     |                      | -          | 44         | 30         |
| 1970                                                                            | 72 000               | 72 230    | 99.7           | 37         | 30            | 7             | 1945                     |                      | 7          | 33         | 31         |
| Arquidiócesis de Rossano-Cariati                                                |                      |           |                |            |               |               |                          |                      |            |            |            |
| 1980                                                                            | 126 079              | 127 979   | 98.5           | 78         | 54            | 24            | 1616                     |                      | 27         | 113        | 57         |
| 1990                                                                            | 134 900              | 135 706   | 99.4           | 75         | 56            | 19            | 1798                     |                      | 22         | 117        | 50         |
| 1999                                                                            | ?                    | 133 500   | ?              | 76         | 57            | 19            | ?                        |                      | 21         | 105        | ?          |
| 2000                                                                            | 133 000              | 133 398   | 99.7           | 80         | 60            | 20            | 1662                     |                      | 21         | 107        | 50         |
| 2001                                                                            | 133 000              | 133 500   | 99.6           | 81         | 60            | 21            | 1641                     |                      | 22         | 107        | 51         |
| 2002                                                                            | 133 000              | 133 500   | 99.6           | 85         | 63            | 22            | 1564                     |                      | 23         | 105        | 52         |
| 2003                                                                            | 133 000              | 133 500   | 99.6           | 88         | 66            | 22            | 1511                     |                      | 25         | 91         | 52         |
| 2004                                                                            | 133 500              | 134 000   | 99.6           | 89         | 67            | 22            | 1500                     | 3                    | 24         | 91         | 52         |
| 2010                                                                            | 135 000              | 137 500   | 98.2           | 84         | 70            | 14            | 1607                     | 3                    | 15         | 88         | 53         |
| 2014                                                                            | 137 200              | 139 700   | 98.2           | 86         | 66            | 20            | 1595                     | 2                    | 22         | 89         | 56         |
| 2017                                                                            | 135 000              | 135 200   | 99.9           | 82         | 64            | 18            | 1646                     | 2                    | 20         | 87         | 56         |
| 2020                                                                            | 127 000              | 128 256   | 99.0           | 76         | 60            | 16            | 1671                     | 3                    | 19         | 70         | 56         |
| 2022                                                                            | 118 302              | 119 490   | 99.0           | 75         | 59            | 16            | 1577                     | 3                    | 18         | 70         | 56         |
| Fuente: Catholic-Hierarchy, que a su vez toma los datos del Anuario Pontificio. |                      |           |                |            |               |               |                          |                      |            |            |            |

## Episcopologio

### Sede de Rossano
- Giovanni † (segunda mitad del siglo IX)
- Niceforo † (siglo X)
- Anónimo † (segunda mitad del siglo X)[5]
- Teotisto † (mitad circal siglo XI)[5]
- Pentatene † (segunda mitad del siglo XI)[5]
- Romano † (mencionado en 1091)
- Nicola Malena † (1103-10 de febrero de 1131 falleció)[5]
- Teofane Cerameo † (1131-1143)[5]
- Dionigi † (mencionado en 1145)[nota 5]
- Cosma † (antes de junio de 1187-después de mayo de 1196 falleció)[nota 6]
- Pasquale † (antes de febrero de 1198-1218 falleció)
- Basilio I † (29 de octubre de 1218-circa 1239[nota 7] falleció)
- Basilio II † (8 de abril de 1239-?)
- Elia † (23 de diciembre de 1254-?)
- Angelo I † (17 de mayo de 1266-?)
- Paolo † (14 de febrero de 1287-? falleció)
- Basilio III † (24 de octubre de 1300-? falleció)
- Ruggero † (28 de febrero de 1306-1312 falleció)
- Gregorio † (27 de agosto de 1312-? falleció)
- Giacomo † (24 de febrero de 1316-1338 falleció)
- Giovanni Cosentino † (4 de noviembre de 1338-1348 falleció)
- Gregorio de Decano † (14 de junio de 1348-1365 falleció)
- Isaia, O.S.B. † (19 de septiembre de 1365-? falleció)
- Giovanni da Gallinaro, O.F.M. † (14 de marzo de 1373-16 de mayo de 1373 nombrado obispo de Monopoli)
- Giovanni III † (16 de mayo de 1373-? falleció)
- Antonio Trara † (23 de enero de 1377-después de 1380 falleció)
- Nicola † (circa 1385-1394 nombrado obispo de Tricarico)
  - Giovanni Stalloni † (28 de abril de 1385-?) (antiobispo)
  - Roberto Giovanni † (19 de octubre de 1387-?) (antiobispo)
- Gerardo † (13 de febrero de 1394-27 de septiembre de 1399 nombrado arzobispo de Santa Severina)
- Nicola † (11 de octubre de 1399-1403 depuesto) (por segunda vez)
- Giovanni V † (31 de octubre de 1403-1405 falleció)
- Bartolomeo Gattola † (27 de enero de 1406-14 de noviembre de 1421 nombrado arzobispo de Regio de Calabria)
- Nicola da Cascia, O.F.M. † (20 de mayo de 1422-1429 falleció)
- Angelo II † (25 de febrero de 1429-9 de febrero de 1433 nombrado obispo de Tricarico)
- Stefano da Carrara † (9 de febrero de 1433-1434 renunció)
- Antonio Roda † (9 de abril de 1434-2 de octubre de 1442 depuesto)
- Nicola de Martino † (27 de octubre de 1442-1447 falleció)
- Giacomo della Ratta † (3 de abril de 1447-13 de octubre de 1451 nombrado arzobispo de Benevento)
- Domenico de Lagonessa † (7 de enero de 1452-1459 falleció)
- Matteo de Saraceni, O.F.M. † (28 de febrero de 1460-1481 falleció)[20]
- Nicola Ippoliti † (5 de septiembre de 1481-18 de enero de 1493 nombrado obispo de Città di Castello)
- Giovanni Battista Lagni † (18 de enero de 1493-circa 1500 falleció)
  - Bernardino López de Carvajal † (10 de enero de 1508-20 de junio de 1519 renunció) (administrador apostólico)
  - Juan Rodríguez de Fonseca † (20 de junio de 1519-12 de noviembre de 1524 falleció) (administrador apostólico)
  - Pompeo Colonna † (23 de junio de 1525-3 de julio de 1525 renunció) (administrador apostólico)
- Vincenzo Pimpinella † (3 de julio de 1525-13 de octubre de 1534 falleció)
- Francesco Colonna † (18 de diciembre de 1534-22 de octubre de 1544 nombrado arzobispo de Tarento)
- Girolamo Verallo † (14 de noviembre de 1544-1551 renunció)
- Paolo Emilio Verallo † (1551-1 de marzo de 1553 nombrado obispo de Capaccio)
- Giovanni Battista Castagna † (1 de marzo de 1553-enero de 1573 nombrado nuncio apostólico en Venecia, luego electo papa con el nombre de Urbano VII)
- Lancillotto Lancillotti † (23 de enero de 1573-1580 falleció)
- Lelio Giordano † (28 de noviembre de 1580-1581 falleció)
- Silvio Savelli † (26 de enero de 1582-1588 renunció)
- Scipione Floccaro † (17 de julio de 1589-26 de septiembre de 1592 falleció)
- Lucio Sanseverino † (2 de diciembre de 1592-19 de noviembre de 1612 nombrado arzobispo de Salerno)
- Mario Sassi † (26 de noviembre de 1612-9 de enero de 1615 falleció)
- Girolamo Pignatelli, C.R. † (18 de mayo de 1615-22 de diciembre de 1618 falleció)
- Ercole Vaccari † (18 de febrero de 1619-27 de julio de 1624 falleció)
- Paolo Torelli † (7 de octubre de 1624-1629 renunció)
- Pietro Antonio Spinelli † (28 de mayo de 1629-9 de diciembre de 1645 falleció)
- Giacomo Carafa † (18 de octubre de 1646-7 de abril de 1664 falleció)

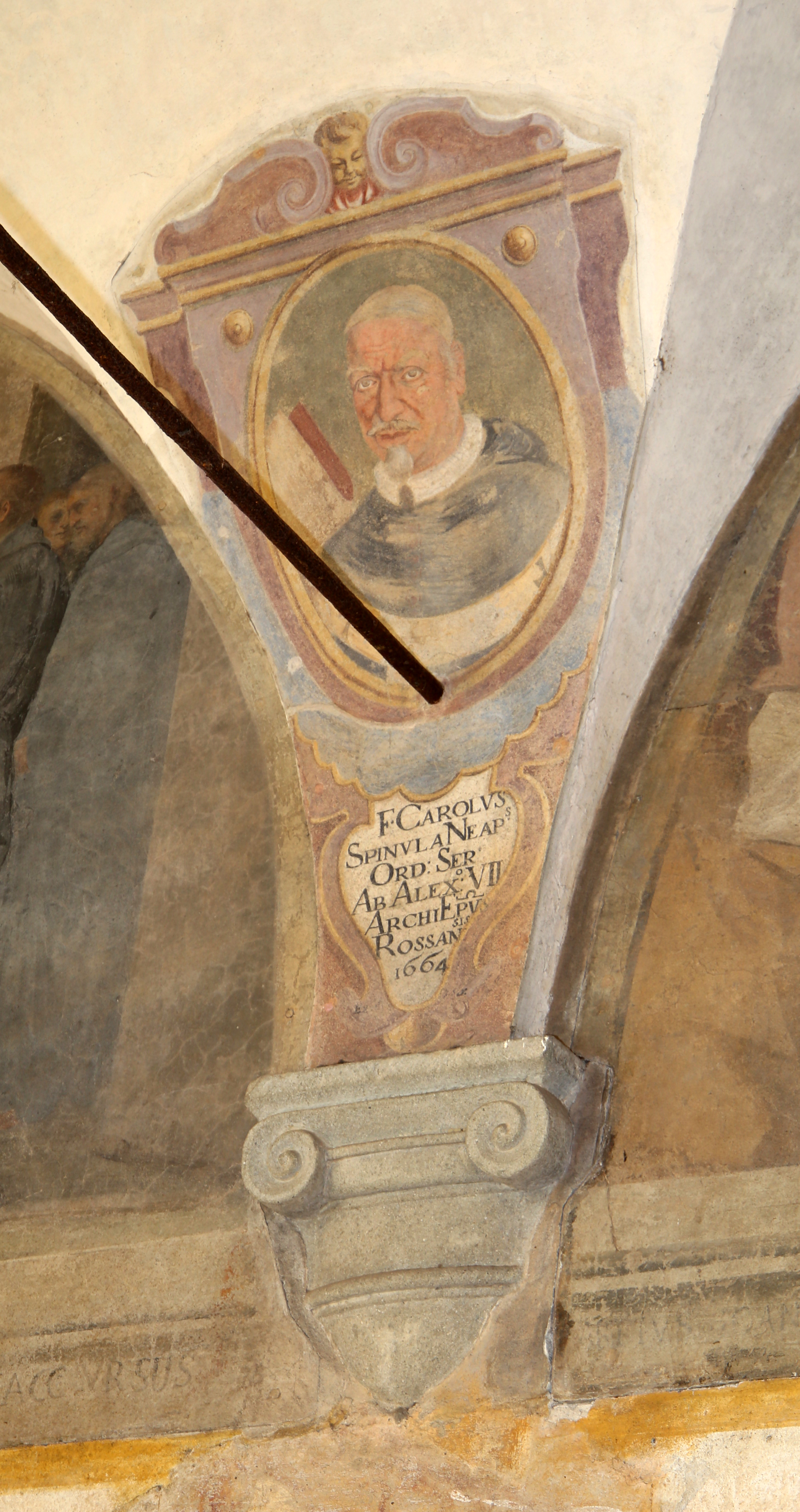
Carlo Spinola

- Carlo Spinola, O.S.M. † (15 de septiembre de 1664-6 de enero de 1671 falleció)
- Angelo della Noce, O.S.B. † (18 de marzo de 1671-antes del 14 de diciembre de 1675 renunció)
- Girolamo Orsaja, O.M. † (24 de febrero de 1676-13 de junio de 1683 falleció)
- Girolamo Compagnone † (5 de febrero de 1685-1 de noviembre de 1687 falleció)
- Andrea de Rossi, C.R. † (31 de mayo de 1688-30 de octubre de 1696 falleció)
- Andrea Adeodati, O.S.B. † (1 de julio de 1697-7 de agosto de 1713 falleció)
  - Sede vacante (1713-1717)
- Francesco Maria Muscettola, C.R. † (6 de diciembre de 1717-16 de abril de 1738 renunció)
- Stanislao Poliastri † (21 de mayo de 1738-30 de diciembre de 1761 renunció)
- Guglielmo Camaldari † (29 de marzo de 1762-22 de abril de 1778 falleció)
- Andrea Cardamone † (20 de julio de 1778-29 de mayo de 1800 falleció)
  - Sede vacante (1800-1804)
- Gaetano Paolo de Miceli, P.O. † (29 de octubre de 1804-22 de octubre de 1813 falleció)
  - Sede vacante (1813-1818)
- Carlo Puoti † (6 de abril de 1818-3 de julio de 1826 nombrado arzobispo. a título personal de Telese y Alife)
- Salvatore de Luca † (9 de abril de 1827-28 de abril de 1833 falleció)
- Brunone Maria Tedesco † (6 de abril de 1835-19 de enero de 1843 falleció)
- Pietro Cilento † (22 de julio de 1844-21 de marzo de 1885 falleció)
  - Sede vacante (1885-1889)
- Salvatore Palmieri † (24 de mayo de 1889-24 de noviembre de 1891 renunció[nota 8])
- Donato Maria Dell'Olio † (14 de diciembre de 1891-5 de febrero de 1898 nombrado arzobispo de Benevento)
- Orazio Mazzella † (24 de marzo de 1898-14 de abril de 1917 nombrado arzobispo de Tarento)
- Giovanni Scotti † (13 de diciembre de 1918-16 de octubre de 1930 falleció)
- Domenico Marsiglia † (28 de mayo de 1931-20 de mayo de 1948 falleció)
- Giovanni Rizzo † (13 de enero de 1949-18 de noviembre de 1971 retirado)
- Antonio Cantisani † (18 de noviembre de 1971-4 de abril de 1979 nombrado arzobispo de Rossano y Cariati)

### Sede de Cariati y Cerenzia
- Giovanni de Volta[nota 9] † (20 de marzo de 1437-1481 falleció)[nota 10]
- Pietro Sonnino † (22 de octubre de 1481-26 de enero de 1489 nombrado obispo de Nicastro)
- Francesco (o Antonio) † (26 de enero de 1489-1500 falleció)
- Girolamo Candido, O.F.M. † (20 de noviembre de 1500-1504 falleció)
  - Francesco Dentici † (7 de marzo de 1504-1505 falleció) (obispo electo)
- Martino de Lignano, O.P. † (6 de octubre de 1505-1506 falleció)
- Giovanni Sarsali † (12 de agosto de 1506-después de 1512)
- Tommaso Cortesi † (?-1520 renunció)
- Antonio Ercolani[21] † (21 de mayo de 1520-circa enero de 1529 falleció)
- Francesco Misasi? †
- Tommaso Cortesi † (antes del 16 de enero de 1529-3 de marzo de 1533 nombrado obispo de Vaison) (por segunda vez)
- Taddeo Pepoli, O.S.B.Oliv. † (3 de marzo de 1533-15 de enero de 1535 nombrado obispo de Carinola)
- Juan Canuti † (15 de enero de 1535-1545 falleció[22])
- Marco Antonio Falconi † (17 de abril de 1545-1556 falleció)
- Federico Fantuzzi † (5 de julio de 1557-1561 falleció)
- Alessandro Crivelli † (10 de marzo de 1561-23 de enero de 1568 renunció)
- Pietro Giacomo Malombra † (23 de enero de 1568-1573 renunció)
- Sebastiano Maffa † (9 de marzo de 1573-1576 falleció)
- Giovanni Battista Ansaldo † (24 de octubre de 1576-1578 falleció)
- Tarquinio Prisco † (14 de noviembre de 1578-1585 falleció)
- Cesare Nardo, O.F.M.Conv. † (9 de septiembre de 1585-1586 falleció)
- Properzio Resta, O.F.M.Conv. † (5 de noviembre de 1586-6 de mayo de 1601 falleció)
- Filippo Gesualdo, O.F.M.Conv. † (15 de abril de 1602-1619 falleció)
- Maurizio Ricci † (8 de abril de 1619-1627 falleció)
- Lorenzo Fei † (27 de noviembre de 1627-agosto de 1631 falleció)
- Francesco Gonzaga, C.R. † (21 de febrero de 1633-17 de diciembre de 1657 nombrado obispo de Nola)
- Agazio di Somma † (13 de enero de 1659-28 de abril de 1664 nombrado obispo de Catanzaro)
- Girolamo Barzellini † (21 de junio de 1664-8 de abril de 1688 falleció)
- Sebastiano Delli Frangi † (9 de agosto de 1688-circa octubre de 1714 falleció)
- Bartolomeo Porzio † (6 de abril de 1718-noviembre de 1719 falleció)
- Giovanni Andrea Tria † (4 de marzo de 1720-23 de diciembre de 1726 nombrado obispo de Larino)
- Marco Antonio Raimundi † (23 de diciembre de 1726-22 de septiembre de 1732 falleció)
- Carlo Ronchi † (19 de diciembre de 1732-9 de enero de 1764 falleció)
- Francesco Maria Trombini † (9 de abril de 1764-28 de julio de 1785 falleció)
  - Sede vacante (1785-1792)
- Felice Antonio De Alessandris † (26 de marzo de 1792-18 de enero de 1802 falleció)
  - Sede vacante (1802-1819)

### Sede de Cariati
- Gelasio Serao † (4 de junio de 1819-1838 falleció)
- Nicola Golia † (11 de julio de 1839-27 de abril de 1873 falleció)
- Pietro Maglione † (15 de junio de 1874-18 de diciembre de 1876 nombrado obispo de Capaccio-Vallo)
- Giuseppe Antonio Virdia, O.F.M.Conv. † (12 de marzo de 1877-23 de febrero de 1903 renunció[nota 11])
- Lorenzo Chieppa † (22 de junio de 1903-23 de junio de 1909 nombrado obispo de Lucera)
- Giovanni Scotti † (21 de febrero de 1911-13 de diciembre de 1918 nombrado arzobispo de Rossano)
- Giuseppe Antonio Caruso † (10 de marzo de 1919-26 de agosto de 1927 nombrado obispo de Oppido Mamertina)
  - Sede vacante (1927-1936)
- Eugenio Raffaele Faggiano, C.P. † (15 de febrero de 1936-25 de septiembre de 1956 renunció[nota 12])
- Orazio Semeraro † (22 de marzo de 1957-30 de abril de 1967 nombrado arzobispo coadjutor de Brindisi[nota 13])
  - Sede vacante (1967-1973)
- Giuseppe Agostino † (21 de diciembre de 1973-4 de abril de 1979 renunció)

### Sede de Rossano y Cariati
- Antonio Cantisani † (4 de abril de 1979-31 de julio de 1980 nombrado arzobispo de Catanzaro y obispo de Squillace)
- Serafino Sprovieri † (31 de julio de 1980-30 de septiembre de 1986 nombrado arzobispo de Rossano-Cariati)

### Sede de Rossano-Cariati
- Serafino Sprovieri † (30 de septiembre de 1986-25 de noviembre de 1991 nombrado arzobispo de Benevento)
- Andrea Cassone † (26 de marzo de 1992-6 de mayo de 2006 retirado)
- Santo Marcianò (6 de mayo de 2006-10 de octubre de 2013 nombrado ordinario militar de Italia)
- Giuseppe Satriano (15 de julio de 2014-29 de octubre de 2020 nombrado arzobispo de Bari-Bitonto)[nota 14]
- Maurizio Aloise, desde el 20 de marzo de 2021

### Para Rossano
- (en italiano) Luca De Rosis, Cenno storico della città di Rossano e delle sue nobili famiglie, Nápoles, 1838, pp. 113 y siguientes
- (en alemán) Norbert Kamp, Kirche und Monarchie im staufischen Königreich Sizilien, vol 2, Prosopographische Grundlegung: Bistümer und Bischöfe des Königreichs 1194 - 1266; Apulien und Kalabrien, Múnich, 1975, pp. 872-880
- (en latín) Pius Bonifacius Gams, Series episcoporum Ecclesiae Catholicae, Graz, 1957, pp. 917-918
- (en latín) Konrad Eubel, Hierarchia Catholica Medii Aevi, vol. 1, pp. 423-424; vol. 2, p. 224; vol. 3, p. 286; vol. 4, p. 297; vol. 5, p. 335; vol. 6, p. 359

### Para Cariati
- (en inglés) La diócesis de Cariati en Catholic Hierarchy
- (en italiano) Diócesis de Cariati en BeWeB - Beni ecclesiastici in web
- (en italiano) Andrea Pesavento, La cattedrale di San Pietro a Cariati, publicado en La Provincia KR nr. 35/2000
- (en latín) Pius Bonifacius Gams, Series episcoporum Ecclesiae Catholicae, Graz, 1957, p. 869
- (en latín) Konrad Eubel, Hierarchia Catholica Medii Aevi, vol. 1, p. 261; vol. 2, p. 158; vol. 3, p. 202; vol. 4, p. 135; vol. 5, p. 143; vol. 6, p. 148